# Axeltorv (Nakskov)
 For alternative betydninger, se Axeltorv. (Se også artikler, som begynder med Axeltorv)
Axeltorv er en central plads i Nakskov på det vestlige Lolland. Torvet blev anlagt i middelalderen, og har tidligere heddet Torvet og Stortorvet. Det er en trekantet plads, og Vejlegade, Præstestræde og byens primære handelsgade Søndergade går alle ind til pladsen.
Der ligger flere fredede bygninger ud til torvet, heriblandt Theisens Gård og Nakskov Gamle Apotek, der begge er fredet.
I 1952 blev der opstillet en rytterstatue af Christian 10. på torvet, som var den første af Christian 10. i landet. 
Der afholdes torvedag hver lørdag, hvor der primært er salg af grøntsager og blomster.

## Historie
Axeltorv blev anlagt i middelalderen, og hed oprindeligt bare Torvet.
De nuværende huse omkring pladsen ligger nogenlunde som i middelalderen, og allerede på dette tidspunkt var det den vigtigste i byen. Her var marked og offentlige afstraffelser foregik også her. På et tidspunkt efter 1630 blev de offentlige afstraffelser flyttet ud af byen.
Byens rådhus har ligget på torvet i flere århundreder, og den ældste omtalte af at rådhuset brænder er fra 1575. Det gamle rådhus på torvet blev indviet i 1876.
Siden 1919 har man opstillet et juletræ på pladsen op til jul.
Under anden verdenskrig blev der gravet ud til bunkers, og her fandt man både rester af en galge og en kag.

## Rytterstatuen af Christian X
Rytterstatuen af Christian X blev opstillet på Axeltorv i 1952 som befrielsesmonument, og blev afsløret d. 5. maj. Den er udført af Victor Kvedéris, og det er den første statue af Christian 10. i landet. Den er fremstillet i bronze på en sokkel af grønlandsk marmor.
Statuen blev finansieret ved en indsamling, der blev styret af Komiteen til Rejsning af en Rytterstatue af Kong Christian X paa Nakskov Torv, som blev oprettet i 1946 af købmand Martin Ovesen. Der blev indsamlet over 200.000 kr., og Nakskov Skibsværft gav 25.000.
Ved afsløringen deltog en række kongelige; Frederik 9., dronning Ingrid, Christian 10.'s enke dronning Alexandrine, arveprins Knud, arveprinsesse Caroline-Mathilde, prins Axel og prinsesse Margrethe. Torvet var så fyldt med mennesker, at der sad folk på tagryggene omkring pladsen.
I 1993 foreslog ministeren for kommunikation og turisme Arne Melchior (CD) at få rytterstatuerne af Christian 10. i både Nakskov, København og Århus ned fra soklerne, for at få ham ned i øjenhøjde. I forbindelse med dette udtalte Melchior "Kong Christian red blandt sit folk. Han svævede ikke hævet over det. Det er på høje tid, han kommer tilbage til sit folk." Der blev dog ikke gjort noget ved forslaget.
Det er en tradition at nybagte studenter fra Nakskov Gymnasium danser omkring statuen.
I 2022 blev statuen taget ned for at blive restaureret.